# 集団就職
集団就職（しゅうだんしゅうしょく、英語: Group employment）とは、かつて日本で行われていた雇用の一形態であり、地方の新規中等教育機関卒者（中学・高校卒）が大都市の企業や店舗などへ集団で就職すること。
当項目では戦後復興期の金の卵（きんのたまご）と呼ばれた若年中卒労働者についても記載する。

## 概要
集団就職は戦前から行われていたが、特に広く知られるのは、日本の高度経済成長期に盛んに行われた、農村から都市部への大規模な就職運動のことをさす場合が多い。
当時の都市部、工場生産システムが大量生産の時代に入り、製造業界では単純労働力を必要としていた。また、家族経営が多かった小売業や飲食業も家族以外に補助的な労働力を求めていた。また都市部では高学歴化が進み、中卒への求人倍率が上がっていた。
一方、農村部では、特に1970年（昭和45年）頃までは、子沢山だが子供を高等学校などに進学させる余裕がない所得が低い世帯が多かった。また、賃金も農村部より都市部の方が高かった。そのため、保護者は子供が都会の企業に就職することで経済的にも自立することを期待した。地方の中学校は企業の求人を生徒に斡旋して集団就職として送り出した。
大量の中卒者が毎年地方の農村から大都市部に移動したことにより、三大都市圏の転入超過人口の合計は40万人から60万人で推移した。工場街・商店街のある足立区・葛飾区・大田区・墨田区・新宿区・江東区などには集団就職者が移住した。
1952年（昭和27年）には中卒者の有効求人倍率は1倍を超え、団塊の世代が中学校を卒業した1963年（昭和38年）から1965年（昭和40年）には男子・女子とも3倍を超えた。

## 集団就職・低学歴労働者の歴史

### 戦前における集団就職
1930年代に学卒者の集団就職が行われるようになった。集団就職の最初の事例とされるのは1935年（昭和10年）3月、秋田県の事例である。これは前年、凶作に見舞われた東北地方の救済策として大阪鉄工業組合大阪合金会が実施した当地の少年工の集団採用であった。その後1939年（昭和14年）4月4日になって「就職列車」の言葉が初めて現れ、さらに4月8日には史上初の「専用臨時就職列車」が秋田発上野行きとして運行された。これらの集団就職は秋田県だけでなく東北6県の広域で企画されたものだった。

### 高度経済成長期における集団就職
終戦後早い時期から集団就職は再開されており、1947年（昭和22年）2月、秋田県から群馬県への集団就職が行われた際の引率者による記録が残っている。集団就職列車の再開第1号は1951年（昭和26年）3月29日、長野発名古屋・三重・京都・大阪方面行きの「織女星」号である。

#### 移動手段
典型的な集団就職の形態として、農家の次子以降の子が、中学校や高校を卒業した直後に、主要都市の工場や商店などに就職するために、臨時列車に乗って旅立つ集団就職列車が有名である。
一説には1955年（昭和30年）から始まったとされ、東北からは上野駅までの就職列車が運行された。ただし、これには異説もあり、当時の労働省の指導で「集団就職列車」の名称の列車が運行された時期の起点である1963年（昭和38年）を起点と見ることもでき、逆に実態としては1954年（昭和29年）以前からそうした列車が運行されていたとする説もある。集団就職列車は1954年（昭和29年）4月5日15時33分青森発上野行き臨時夜行列車から運行開始され、1975年（昭和50年）に運行終了されるまでの21年間に渡って就職者を送り続けた。就職先は東京が最も多く、中でも上野駅のホームに降りる場合が多かったため、当時よく歌われた井沢八郎の『あゝ上野駅』がその情景を表しているとして有名である。上野駅などでは、中小企業経営者が駅に迎えに行き、就職者は就職先ごとにグループ分けされた。九州や沖縄県などの離島からは貨客船（フェリー）が運行された。
集団就職は、地方公共団体などが深く関わって行われており、集団就職列車には、そうした組織の職員が同乗していることもよくあった。秋田県では県職業安定課や各地の職業安定所の職員が列車に同乗していた。また1960年（昭和35年）から1970年（昭和45年）までは、毎年5月の連休前後に東京の日本青年館で関東地方に就職した集団就職者を対象とした激励大会を催し、県知事が出向いて挨拶するなどしていた。

#### 要因
人口学的・経済学的要因
戦後の高度経済成長で、大企業のサラリーマンや公務員は高卒者や大卒者を採用したが、その結果、都市部（東京都、特に足立区）などの町工場や個人商店は人手不足であった。日本の敗戦まで農村では農業は跡継ぎの長男のみが相続していて、田畑を相続できず食えない農家の次男・三男は戦前まで軍隊で養われていた。次男など年少の男子は家督を相続した兄である長男の扶養家族となっていた。次男以下は農業の手伝いをするという社会だった。農村では農家の次男・三男について、就職などの雇用問題や、結婚して家庭生活を過ごせるかの家族問題があった。東北地方などの農村では一家の平均兄弟数が6人以上と多く人口が過剰であり、人手不足の都市部と人口爆発の農村部の利害が一致した。また、1960年前後にはエネルギー革命が起こってエネルギー源が国内産の石炭から外国産の石油に変わったために国内の炭鉱の多くが閉山に追い込まれ、石炭産業という基幹産業を失った旧産炭地においても余剰人口が急増した。これらの旧産炭地の青少年層も都市部への新たな労働力供給源となった。安い給料で文句を言わず働いてくれる若い人間を京浜工業地帯・中京工業地帯の上野駅でノボリを立てて歓迎する雇い主が求めた結果、1950年代に15歳から24歳の働き盛りに東京都の人口が一挙に100万人近くも急増する人口の大移動が起きた。
教育学的要因
進学率の問題として、高度経済成長期の日本は中卒者および中卒見込者の高校進学率ですら半数程度であり、当時の大学進学率に至っては短期大学を含めても1割程度でしかなく、「義務教育卒業ですぐ就職することが当たり前」の社会であって、「高校・大学は中流階層以上の通う上級学校」とみなされていた。このため高校進学相応の学力を有していても、家庭の事情や経済的な理由で進学を諦めることも多かった時代であり、また学力の問題だけでなく、当時は兄弟数や子供数が多い農家や貧困家庭が多かった。
経済学的要因
農業・林業・漁業の第一次産業が中心の社会で自営業が多かったこともある。全日制高校に進学して普通の環境で勉強したくても家庭の事情で進学できず、やむをえず定時制高校に進学する若者がたくさんいた。彼らは町工場や商店で働き、中卒労働者の若者が井沢八郎の『あゝ上野駅』の歌に共感したことに象徴されるように東北地方や九州地方から4大工業地帯を目指して集団就職列車で都会に向かい、15歳で経済的に自立して社会人となり実質的に成人した。

#### 金の卵（きんのたまご）
日本の高度経済成長を支えた若年（中卒）労働者のことをいう。1948年（昭和23年）に新制中学が誕生した際に小学校卒業までであった義務教育の期間が中学校卒業までの9年間に延長された。この学制改革を契機に、戦後の「金の卵たる中卒者」が誕生した。
戦前の高等小学校（基本は2年制）が1948年に新制中学として義務教育化されたことで、中学卒業後すぐに社会に出る若者が生まれ、彼らが金の卵と呼ばれた。後には、「ダイヤモンド」、「月の石」などとも言われたとされる。
高度経済成長を支えた「金の卵」であったが、学力が高いにもかかわらず家庭の経済的理由で全日制高校進学が困難となった若者も多く、公立中学校卒業後に企業で働きながら定時制高校・通信制高校に進学することも多かった。さらに大学の夜間学部・通信教育部に進学するものもいたが、逆に仕事はあくまでも単純労働であったことと、仕事と学業の両立が難しいことから、定時制高校のみならず、仕事も（15 - 22%の高確率で）やめるものもいた。中卒・高卒の男女は大卒と比べ給与が低く、社宅など福利厚生の面でも大きな差があった。
1964年（昭和39年）に「金の卵」の言葉が流行語となった。

#### 生活環境
公共職業安定所からも農村や地方の中学校に求人を出していた。求人倍率も3.3倍前後の高倍率であり人手不足であった。企業側から出向いて勧誘を行い、賃金や厚生施設を充実させ、また高度な技術を習得させた。
職種としてはブルーカラー（特に製造業）やサービス業（特に商店や飲食店）での単純労働が主体であり、男子の中卒労働者の統計結果は工員が過半数を占め、次に多いのは職人であり、次に多いのは店員の順番であり、女子の中卒労働者の統計は工員が4割で最多であり、次に多いのは店員であり、続いて事務員の順で多かった。男子とは異なり、女子はほとんどが25歳までに結婚退職する時代であったため、工場での補助作業や事務などといった補助的な職種に就く者が多かった。
労働条件や生活環境もかなり厳しく、離職転職者も多かった。方言も大きな障壁となった。各種の理由から勤続後の独立開業が困難であったため、戦前のいわゆる丁稚よりも厳しい環境であった。
若くしてふるさとから遠く離れ、孤独感や郷愁にかられることの多かったと考えられる地方出身者たちは、同様の境遇に置かれた者同士の交流を切望し、加藤日出男による「若い根っこの会」に代表される各種のサークル活動が見られた。

#### 影響
都市部の人口の増加と村落部の人口減少、それに伴って各種の影響があった。
安い労働力を大量に供給する集団就職によって日本の高度経済成長が支えられたと言える。また、1967年（昭和42年）の美濃部亮吉東京都知事の誕生を皮切りに1970年代後半まで大都市を中心に見られた革新首長の支持基盤になったとも言われている。
池田内閣は人づくり政策を発表して、教育に力を入れた。技術革新のため知識を備えた高卒以上の若い労働力が必要となり、1966年（昭和41年）度の中央教育審議会の答申では高等学校を少数のエリートコースと、技術労働者養成コースにふるい分けることが主張された。

#### 退潮と終焉
高度経済成長期が終わり安定成長期に移ると高校進学率の上昇や産業構造の変化により、集団就職は退潮するようになる。主な要因としては、以下のことが挙げられる。
進学率の上昇
1960年代後半以降は経済が安定し、所得倍増計画により各家庭の所得が増加したことや1969年（昭和44年）の第32回衆議院議員総選挙で高校の義務教育化を政治公約にした日本社会党 や「15の春を泣かせない」をスローガンとする高校全入運動の取り組みもあり、低所得層には奨学金を給付することで高校進学率が上昇し、高卒労働者が中卒労働者を上回った。新人類世代が進学する頃には高校進学率が高くなったため、相対的かつ自然に中卒者の数が低下した。
即戦力とされた技術職は、工業高校などの高卒労働者や外国人労働者が担うようになった。鉄道空白地帯の解消など、公共交通機関の整備も高校進学率の上昇に拍車をかけた。例として岩手県大船渡市旧三陸町域では1960年代まで公共の交通機関は路線バスしかなく、町内に高等学校のない同町の1969年（昭和44年）の高校進学者は約5割に留まっていたが、1970年（昭和45年）には日本国有鉄道（国鉄）盛線（現・三陸鉄道リアス線）が開業した。盛線は特定地方交通線に指定されるほどの赤字路線であったが、大量輸送と速達性・定時性で優位となる鉄道路線の開業効果もあり、1974年（昭和49年）には約7割に上昇した。なお、盛線は1984年（昭和59年）に国鉄から三陸鉄道へ経営転換されている。
近代化・工業化による合理化による単純労働者の減少
製造業では合理化の一環として工場のオートメーション化を推進させた。その結果、単純労働者の需要が減少し、それまで単純労働者としてもてはやされていた中卒者の需要が減少した。オートメーション化のため導入された機器は工業高校卒業以上の知識が必要で中卒者には手に余るものとなり、製造業界は高卒者優遇の時代に突入した。
年少者に対する労働条件・資格取得などの制約
18歳未満の労働者は年少者として扱われるため、国家資格や免許の取得が制限されたり、労働基準法の規定で18歳未満の女子と16歳未満の男子は深夜労働や時間外労働ができなかったり、危険有害作業が制限されたりするなどの制約が多く、中卒者（正確には15歳以上18歳未満までの者）の採用を控え、中小企業でも高卒以上を採用することが多くなった。
経済の低迷
高度経済成長期にも1964年（昭和39年）後半から1965年（昭和40年）にかけて証券不況が発生している。1974年（昭和49年）にオイルショックで高度経済成長期が終わり、労働に際して制約が多い中卒者の新卒採用を控える企業が増加した。
以上のように中卒者の90%以上が高等学校（後期中等教育機関）または高等専門学校に進学することで、相対的に中卒の就職者は1割未満となり、またかなりの企業が入社条件として「高卒以上」と言う学歴制限を課すようになった。そのため、特に中卒者を対象に行っていた集団就職は成り立たなくなり、1970年代以降廃止する地域が現れた。1975年（昭和50年）に最後の集団就職列車が運行され、1976年（昭和51年）には集団就職は沖縄県のみとなった。1977年（昭和52年）に労働省（当時）は集団就職を完全に廃止した。金の卵たる中卒者の集団就職の時代は終焉する。その後日本は人口減少局面に入り、地方の過疎化と東京一極集中の問題を残すことになった。

## 日本国外における同種の労働者の事例
複線型教育のドイツでは4年間の初等教育の後、中等教育では進路が職業人向け学校（基幹学校、実科学校）と高等教育向けの学校であるギムナジウム（日本の中高一貫校に相当）に分けられている。このような教育課程は「マイスター制」と呼ばれていて、中等教育機関への進学率はギムナジウムが約20%、実科学校が約33%、基幹学校が約47%である。基幹学校卒業生の多くは就職し、工員や職人などになる者もおり嘗ての日本のような「金の卵」に近い雇用形態が未だに根付いている。

## 関連する作品
- あゝ上野駅
- どっこい大作
- 梅ちゃん先生
- ひよっこ
- 深川通り魔殺人事件
- サザエさん
- いのち
- 宙わたる教室

以下は映画
- 風と樹と空と - 翌1965年から連続TVドラマも
- ALWAYS 三丁目の夕日
- 一粒の麦（1958年、大映、吉村公三郎監督作品）